# Angry Fist
Angry Fist is het tweede studioalbum van de Japanse punkband Hi-Standard. Het album werd in de Verenigde Staten uitgegeven door Fat Wreck Chords op 29 juli en in Japan op 14 mei door het Japanse label Pizza of Death Records en door Toy's Factory, het distributielabel van Pizza of Death Records. Het album bevat twee covers, namelijk de nummers "The Kids Are Alright" van The Who en "Have You Ever Seen the Rain?" van Creedence Clearwater Revival.

## Nummers
Het album bevat ook een hidden track. Hierop is een punkcover van "The Pink Panther Theme" te horen, dat begint op 3:48 en eindigt op 5:01.
1. "Fighting Fists, Angry Soul" - 2:23
2. "Stop the Time" - 2:40
3. "Endless Trip" - 2:18
4. "My Sweet Dog" - 1:35
5. "Shy Boy" - 1:59
6. "My Heart Feels So Free" - 2:54
7. "The Kids Are Alright" - 1:47
8. "Gotta Pull Myself Together" - 2:26
9. "Start Today" - 1:11
10. "Sunshine Baby" - 2:17
11. "Pathetic Man's Song" - 2:24
12. "Have You Ever Seen the Rain?" - 1:46
13. "Sound of Secret Minds" - 2:23
14. "Spread Your Sail" - 2:42

## Band
- Akihiro Nanba - zang, basgitaar
- Ken Yokoyama - gitaar, zang
- Akira Tsuneoka - drums